# Socket.IO
Socket.IO — JavaScript-бібліотека для вебзастосунків і обміну даними в реальному часі. Складається з двох частин: клієнтської, яка запускається в браузері і серверної для node.js. Обидва компоненти мають схожий прикладний програмний інтерфейс. Подібно node.js, Socket.IO подієво-орієнтована.
Socket.IO головним чином використовує протокол WebSocket, але якщо потрібно, використовує інші методи, наприклад Adobe Flash сокети, JSONP запити або AJAX запити, надаючи той же самий інтерфейс. Крім того, що Socket.IO може бути використана, як оболонка для WebSocket, вона містить багато інших функцій, включаючи вішання на кілька сокетів, зберігання даних, пов'язаних з кожним клієнтом, і асинхронний ввід/вивід
Може бути встановлена через npm (node packaged manager).